# Carex crepinii
Carex crepinii är en halvgräsart som beskrevs av Karl Emil Wilhelm Torges. Carex crepinii ingår i släktet starrar, och familjen halvgräs. Inga underarter finns listade i Catalogue of Life.